# Sismo de Illinois de 1968
O Terremoto de Illinois de 1968 foi o maior terremoto já registrado na região centro-oeste do Estado de Illinois. Não provocou vítimas.